# Sandman (série télévisée)
Pour les articles homonymes, voir Sandman.
Production
Diffusion
Sandman (The Sandman) est une série télévisée fantasy anglo-américaine créée et coproduite par Allan Heinberg, basée sur la série de romans graphiques du même nom de Neil Gaiman, publiée entre 1989 et 1996 par DC Comics.
Tom Sturridge joue le personnage principal de Morpheus / Rêve. Vivienne Acheampong, Boyd Holbrook et Vanesu Samunyai sont également à l'affiche.
La série est mise en ligne le 5 août 2022 sur Netflix et se compose de dix épisodes le jour de sa sortie. Le 19 août 2022, un onzième épisode est rajouté sur la plateforme.
La série est renouvelée par Netflix qui commande de nouveaux épisodes sans évoquer de saison 2, mais en annonçant simplement début novembre 2022 : « le rêve continue ». La plateforme indique en février 2025 que la saison 2 sera la dernière, et qu'elle sortira au courant de la même année. Les six premiers épisodes de cette ultime saison, baptisés « Volume One » sont mis en ligne le 3 juillet 2025. Ils sont suivis de cinq autres (« Volume Two ») le 24 juillet, et d'un final le 31 juillet. 

## Synopsis
Morpheus, le Roi des Rêves, un des sept Infinis, se retrouve capturé en 1916 par un occultiste britannique malintentionné dans le sous-sol d’un manoir où il demeure emprisonné pendant près de 106 ans. Son emprisonnement cause dans le monde une épidémie de « maladie du sommeil ». Le marchand de sable (Morpheus / Rêve), membre des Infinis, s'échappe et entreprend un périple à travers les deux mondes (le Monde des Rêves et le Monde Éveillé) pour retrouver ce qu'on lui a volé et récupérer ses pleins pouvoirs ainsi que reconstruire son Royaume, en ruine à la suite de sa longue absence.
Par la suite, Rêve apprendra l’existence d’un Vortex qui a la particularité de briser la barrière entre les mondes et causer des événements qui peuvent être terribles. Avec l’aide de la bibliothécaire du Royaume, Lucienne, la seule habitante du Royaume depuis le départ de Morpheus, et de son corbeau Matthew, le Roi des Rêves part à la recherche du Vortex afin de l’arrêter.

## Distribution
Sauf indication contraire, les informations mentionnées dans cette section peuvent être confirmées par les bases de données cinématographiques IMDb et Allociné,  présentes dans la section « Liens externes ».

### Acteurs principaux
- Tom Sturridge (VF : Marc Arnaud) : Morpheus / Rêve (Dream en VO)
- Vanesu Samunyai (VF : Jaynelia Coadou) : Rose Walker
- Eddie Karanja (VF : Tony Sanial) : Jed Walker
- Boyd Holbrook (VF : Valentin Merlet) : le Corinthien (The Corinthian en VO)
- Vivienne Acheampong (VF : Annie Milon) : Lucienne[5]
- Patton Oswalt (VF : Jérôme Wiggins) : Matthew le corbeau (voix)
- Mason Alexander Park (VF : Yoann Sover) : Désir (Desire en VO), l'adelphe de Morpheus / Rêve
- Razane Jammal (VF : Véronique Desmadryl) : Lyta Hall, l'amie de Rose Walker
- Sandra James-Young (VF : Armelle Gallaud) : Unity Kinkaid

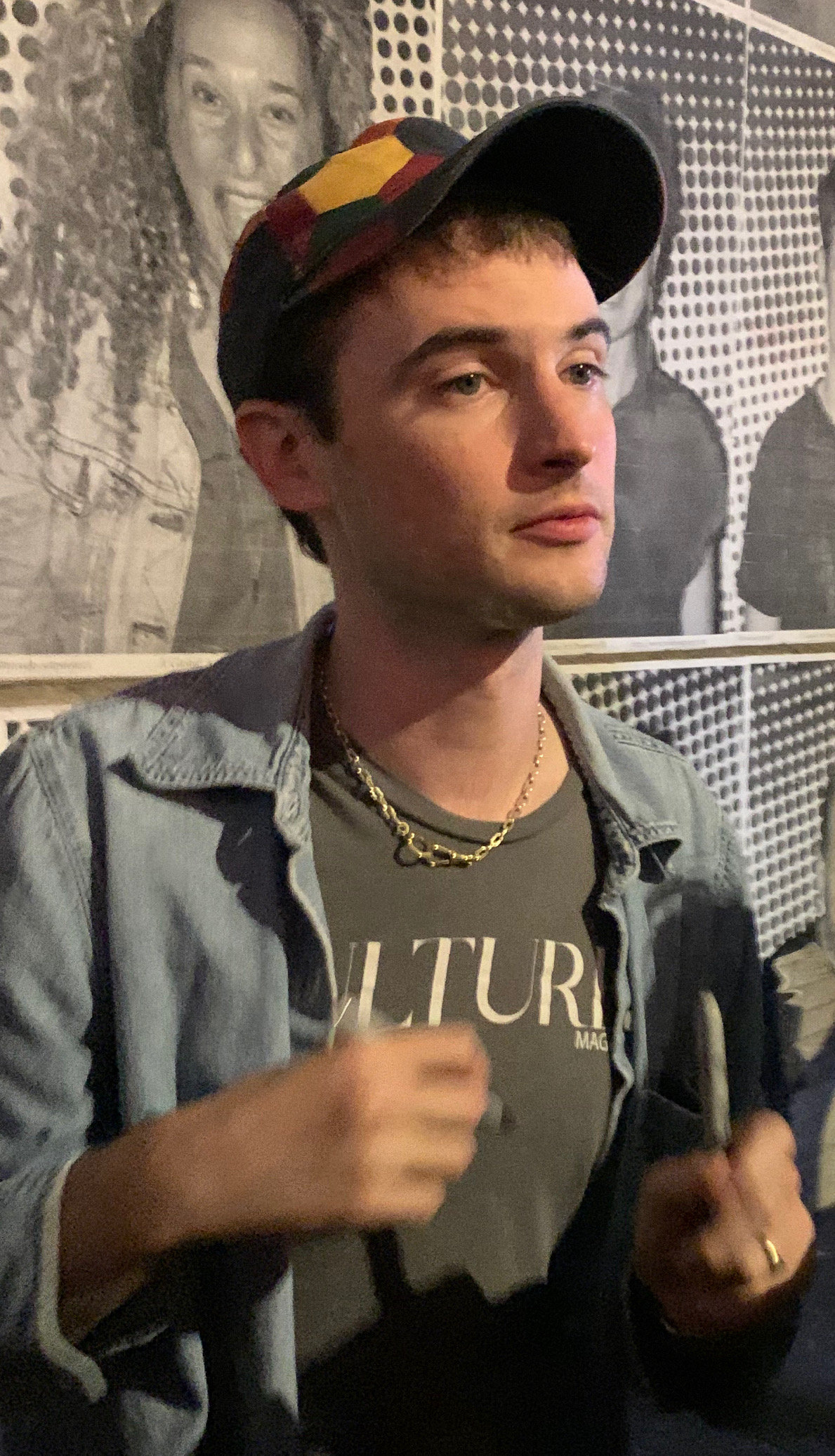
Tom Sturridge dans le rôle de Morpheus / Rêve
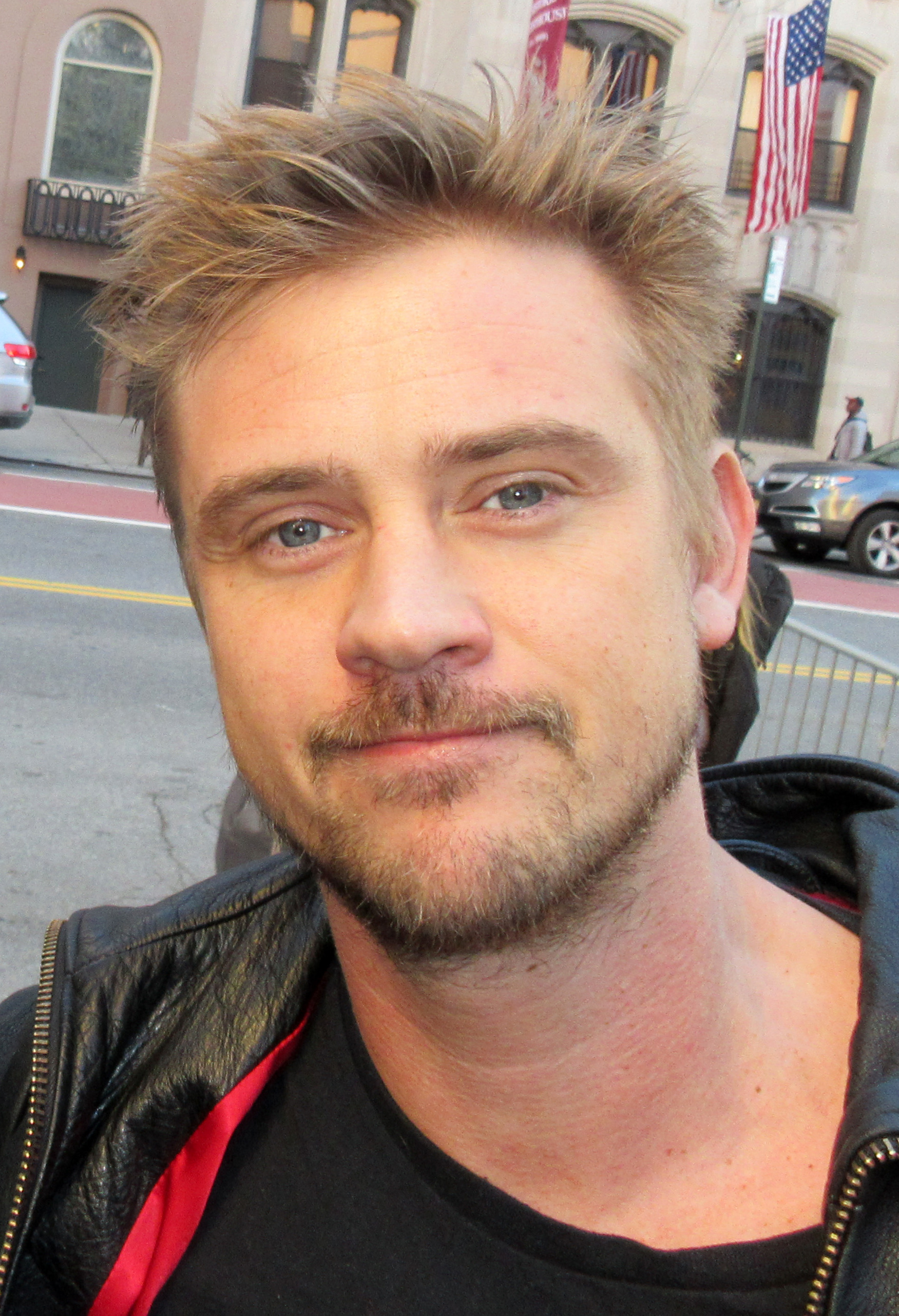
Boyd Holbrook dans le rôle du Corinthien
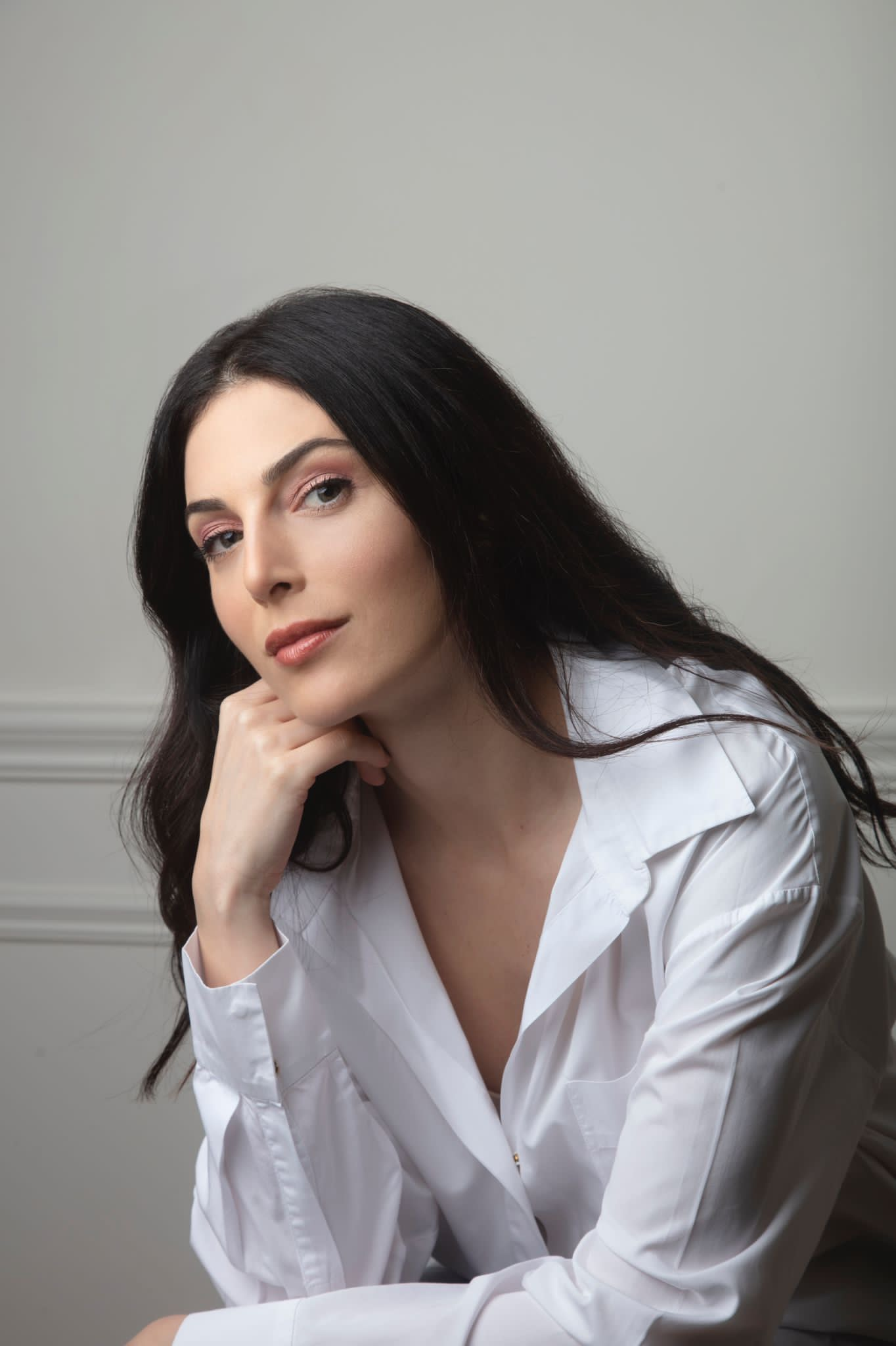
Razane Jammal dans le rôle de Lyta Hall
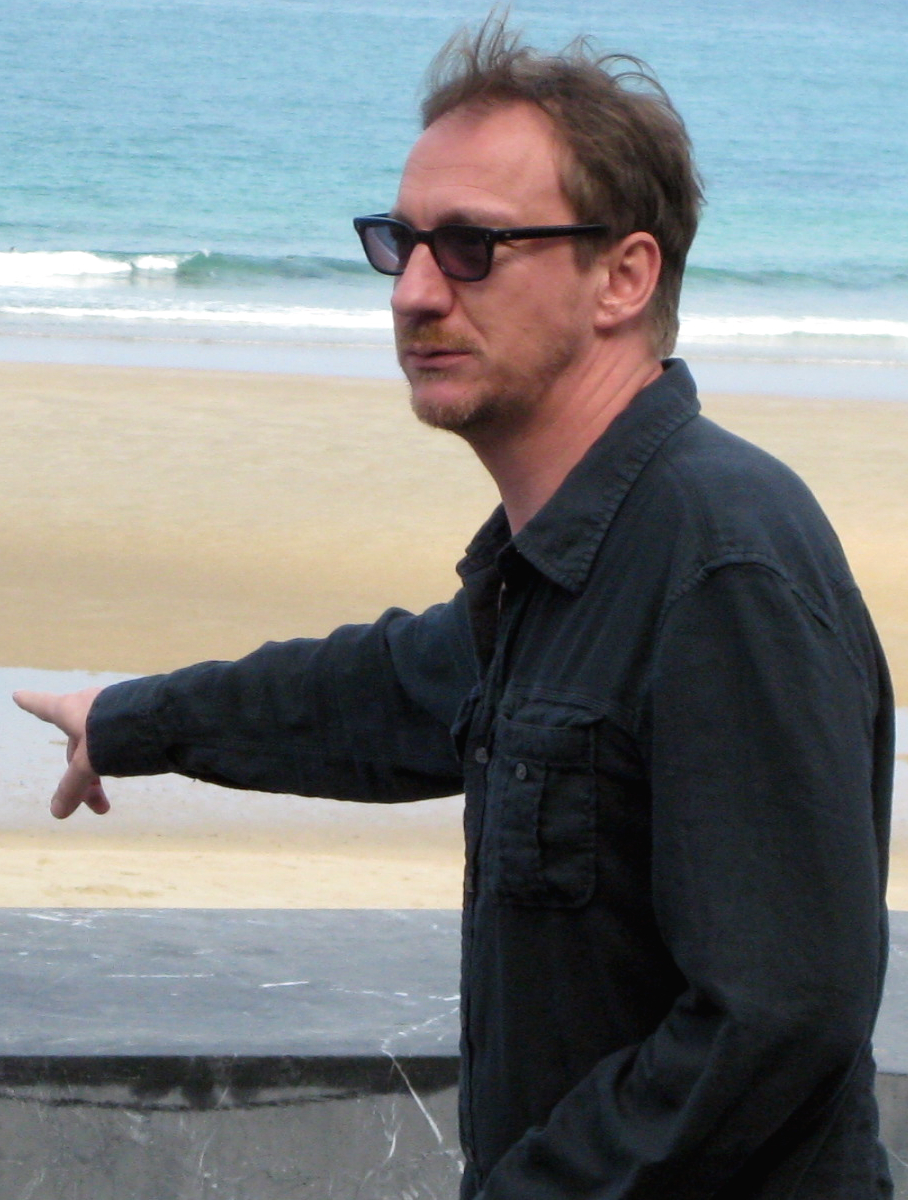
David Thewlis dans le rôle de John Dee

### Acteurs récurrents
- Jenna Coleman (VF : Pamela Ravassard) : Johanna Constantine
- Sanjeev Bhaskar (VF : Omar Yami) : Caïn
- Les Parques
  - Nina Wadia : Mère Parque (Fate Mother en VO)
  - Dinita Gohil : Vierge Parque (Fate Maiden en VO)
  - Souad Faress : Vieille Parque (Fate Crone en VO)
- David Thewlis (VF : Gérard Darier) : John Dee
- Clare Higgins : Mad Hettie
- Gwendoline Christie (VF : Vanina Pradier) : Lucifer Morningstar / Étoile du Matin
- Cassie Clare : Mazikeen
- Deborah Oyelade (saison 1) puis Umulisa Gahiga (saison 2) (VF : Amélia Ewu) : La reine Nada
- Kirby Howell-Baptiste (VF : Fily Keita) : Mort (Death en VO), la sœur ainée de Morpheus / Rêve
- Ferdinand Kingsley (VF : Alexis Victor) : Hob Gadling, un ami de Morpheus / Rêve
- Donna Preston (VF : Barbara Beretta) : Désespoir (Despair en VO), la sœur de Morpheus / Rêve et la jumelle de Désir
- Stephen Fry (VF : Gabriel Le Doze) : Gilbert / Le Lopin du Ménétrier
- Mark Hamill : Mervyn Pumpkinhead (voix)
- Joely Richardson (VF : Laurence Dourlens) : Ethel Cripps
- Niamh Walsh (VF : Anaïs Delva) : Ethel Cripps (jeune)
- John Cameron Mitchell (VF : Damien Witecka) : Hal Carter
- Lloyd Everitt (VF : Mohad Sanou) : Hector Hall
- Lily Travers (VF : Victoria Grosbois) : Barbie
- Richard Fleeshman : Ken
- Daisy Badger (VF : Karine Foviau) : Chantal
- Cara Horgan : Zelda
- Isla Gie : Zelda (enfant)
- Asim Chaudhry (VF : Mark Lesser) : Abel
- Andi Osho (VF : Virginie Emane) : Miranda Walker
- Ann Ogbomo (VF : Virginie Emane) : Gault
- Lenny Henry (VF : François Berland) : Martin Tenbones (voix)
- Esmé Creed-Miles (VF : Lila Lacombe) : Delirium, la plus jeune sœur de Morpheus / Rêve
- Adrian Lester : Destiny, le frère ainé de Morpheus / Rêve
- Ann Skelly (VF : Émilie Rault) : Nuala
- Douglas Booth (VF : Stéphane Fourreau) : Cluracan, le frère de Nuala
- Freddie Fox (VF : Gauthier Battoue) : Loki
- Jack Gleeson (VF : Thomas Sagols) : Puck / Robin Goodfellow
- Ruta Gedmintas (VF : Vanessa Van-Geneugden) : La reine Titania, la reine des fées  et vieille amie de Morpheus / Rêve
- Barry Sloane (VF : Laurent Maurel) : Destruction, le frère de Morpheus / Rêve
- Steve Coogan : Barnabas, chien et compagnon de Destruction (voix)

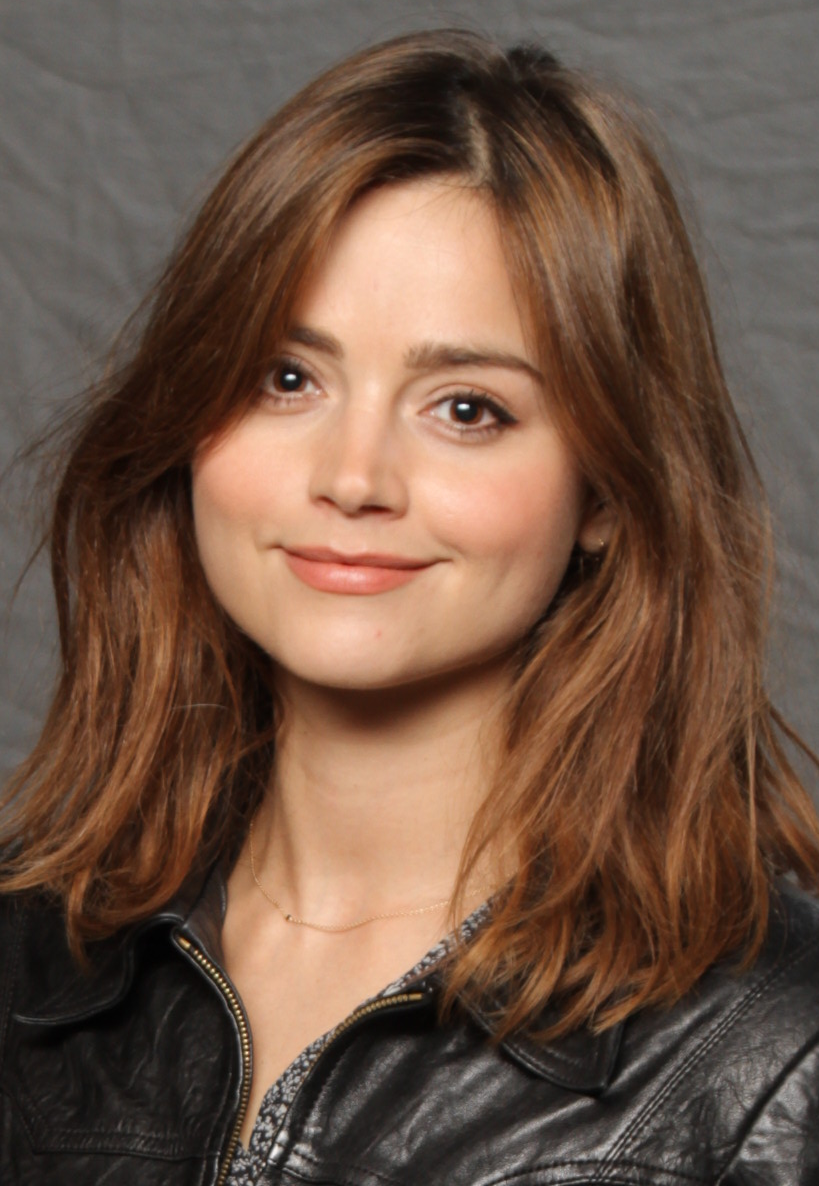
Jenna Coleman dans le rôle de Johanna Constantine
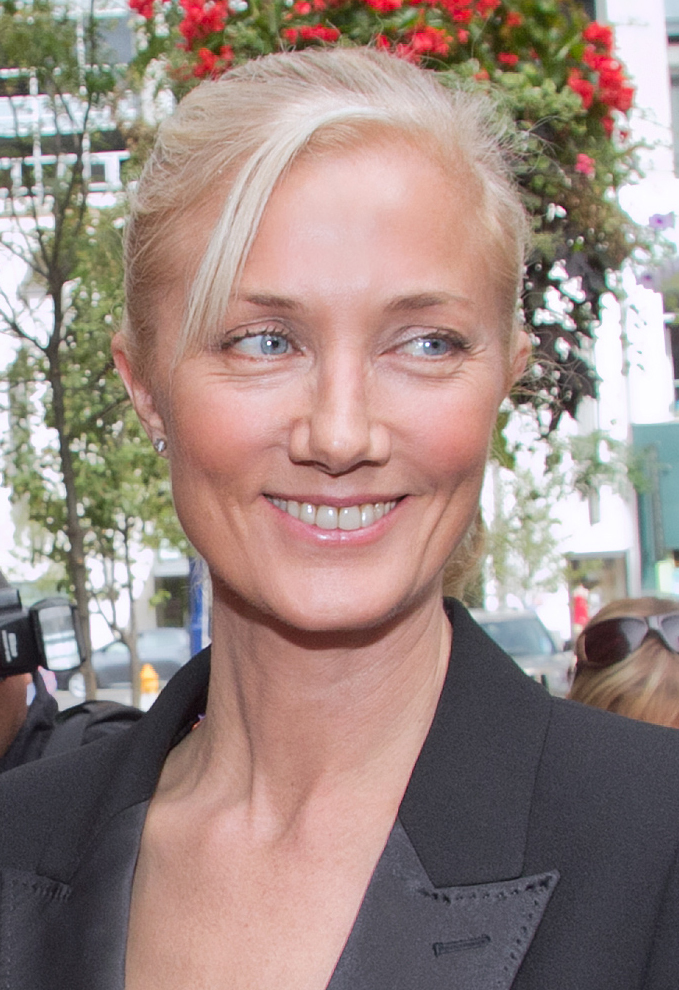
Joely Richardson dans le rôle d'Ethel Cripps
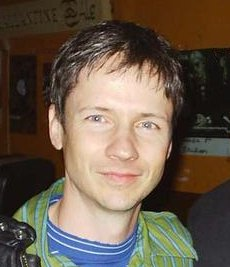
John Cameron Mitchell dans le rôle d'Hal Carter
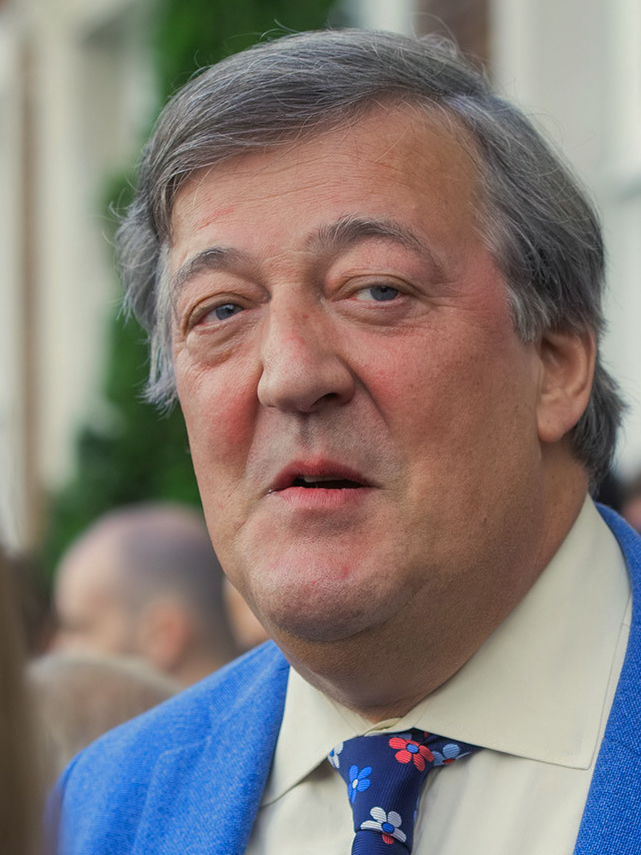
Stephen Fry dans le rôle de Gilbert / Le Lopin du Ménétrier
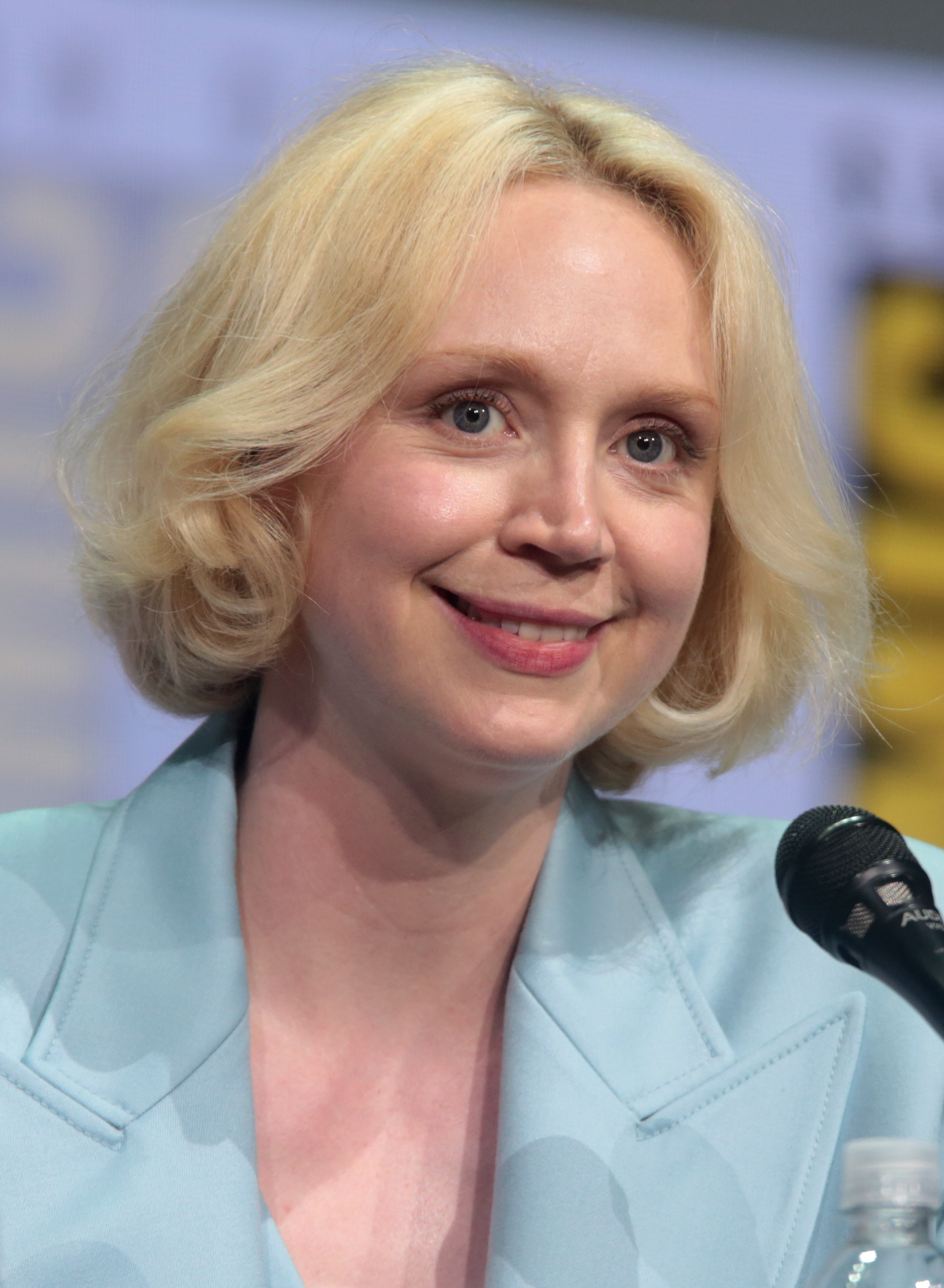
Gwendoline Christie dans le rôle de Lucifer Morningstar
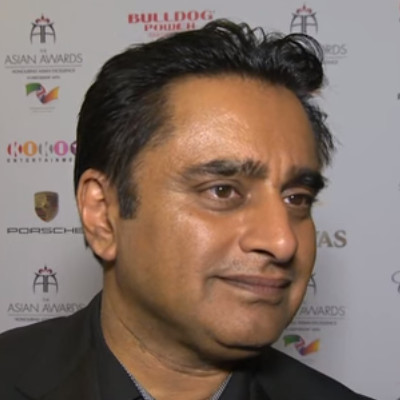
Sanjeev Bhaskar dans le rôle de Caïn
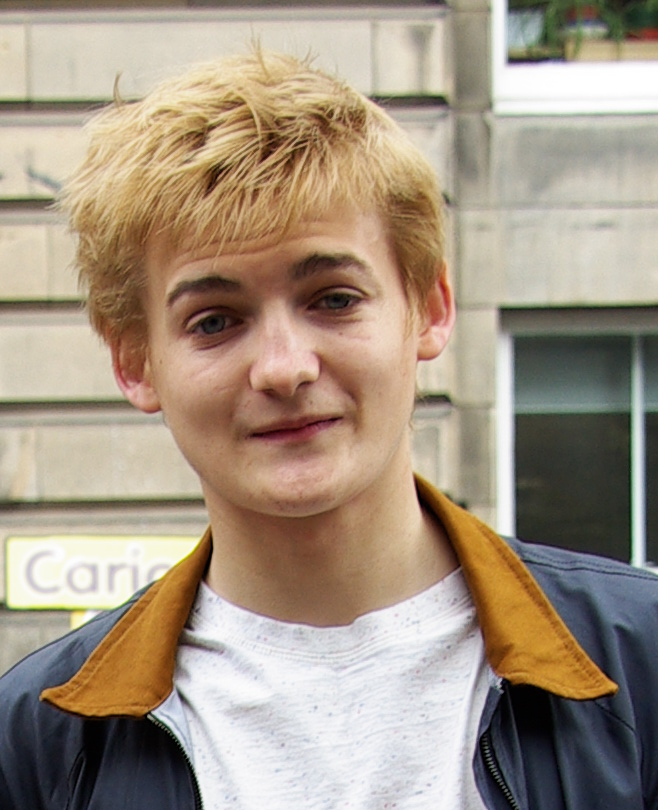
Jack Gleeson dans le rôle de Puck

### Invités
- Charles Dance (VF : Philippe Catoire) : Roderick Burgess (épisode 1)
- Laurie Kynaston (VF : Maxime Baudoin) : Alex Burgess (jeune) (épisode 1)
- Benedick Blythe : Alex Burgess (âgé) (épisode 1)
- Douglass Russell : Hugo (épisode 1)
- Bill Paterson (VF : Bernard Alane) : Dr John Hathaway (épisode 1)
- Clare Higgins (VF : Cathy Cerda) : Hettie la Folle (épisode 3)
- Sarah Niles (VF : Emmanuelle Rivière) : Rosemary (épisode 4)
- Roger Allam (VF : Serge Biavan) : Azazel (épisode 10) (voix)
- Arthur Darvill (VF : Jérémy Bardeau) : Richard Madoc (épisode 11)
- Melissanthi Mahut (VF : Delphine Rivière) : Calliope, ancienne muses grecque de la poésie épique, ex-épouse de Morpheus / Rêve et mère d'Orphée
- Derek Jacobi (VF : Jean-Pierre Leroux) : Erasmus Fry (épisode 11)
- Sandra Oh (VF : Yumi Fujimori) : La Prophète / La Siamoise (The Prophet en VO) (épisode 11) (voix)
- James McAvoy : Homme aux cheveux d'or (Golden-Haired Man en VO) (épisode 11) (voix)
- David Tennant : Don (épisode 11) (voix)
- Georgia Moffett : Laura Lynn (épisode 11) (voix)
- Michael Sheen (VF : Charles Uguen) : Paul (épisode 11) (voix)
- Anna Lundberg : Marion (épisode 11) (voix)
- Neil Gaiman : Corbeau/Crâne Oiseau (Crow/Skull Bird en VO) (épisode 11) (voix)
- Diane Morgan (VF : Françoua Garrigues) : Griffon (Gryphon en VO) (Saison 1, épisode 11 et saison 2, épisode 10) (voix)
- Tom Wu : Hippogriffe (Hippogriff en VO) (épisode 11) (voix)
- Laurie Davidson : Mark Brewer
- Clive Russell (VF : Stéphane Bazin) : Odin, dieu nordique de la guerre et de la sagesse, souverain d'Asgard
- Laurence O'Fuarain : Thor, dieu nordique du tonnerre, fils d'Odin et frère de Loki
- Phoebe Nicholls : Taramis
- Olamide Candide-Johnson : Merkin, Mère des Araignées
- Kristofer Kamiyasu : Susanoo-no-Mikoto, le kami japonais de la mer et des tempêtes
- Andre Flynn : le serviteur de Lord Kilderkin
- Lyla Quinn et Sue Muand : Shivering Jemmy
- Jake Fairbrother : Remiel
- Rilwan Abiola Owokoniran : Duma
- Royce Pierreson (VF : Gregory Lerigab) : le roi Auberon, le roi des fées et Marie de Titania
- Indya Moore : Wanda Mannering
- Ruairi O'Connor (VF : Aurélien Raynal) : Orphée, le fils de  Morpheus / Rêve et Calliope
- Ella Rumpf : Eurydice, la défunte épouse d'Orphée
- Garry Cooper : Hadès, le dieu grec des morts et souverain des enfers
- Antonia Desplat : Perséphone, déesse grecque du printemps, épouse d'Hadès et souveraine des enfers
- Jonathan Slinger (VF : Bruno Choël) : Maximilien Robespierre
- Rufus Sewell : Temps, père de l'Éternel
- Tanya Moodie : Nuit, mère de l'Éternel
- Jacob Anderson (VF : Anatole de Bodinat) : Daniel Hall, le fils de Lyta Hall et Hector Hall

 Source et légende : version française (VF) sur RS Doublage

## Production

### Genèse et développement
En juin 2019, Netflix a signé un accord avec Warner Bros. pour produire la série et a passé une commande de onze épisodes. Selon The Hollywood Reporter, Warner Bros a proposé la série à de nombreux diffuseurs, y compris HBO, qui a refusé d'aller de l'avant avec elle en raison de son budget massif. Netflix l'a obtenu dans le cadre de ses tentatives pour obtenir de grandes licences et attirer des abonnés. La série sera développée par Allan Heinberg, qui sera producteur exécutif aux côtés de Gaiman et David S. Goyer. Gaiman a déclaré qu'il serait plus impliqué qu'il ne l'était dans l'adaptation télévisée de son roman American Gods (2001), mais moins que dans l'adaptation de Good Omens (1990).

### Écriture
L'équipe créative a cherché à adapter fidèlement les comics, en commençant par la première saison qui a adapté Préludes et Nocturnes et La Maison de poupée,,. Les créateurs ont apporté d'importants changements narratifs par rapport aux comics, avec l'approbation de Gaiman, et ont également reçu des commentaires lors de la création des décors, Heinberg affirmant que « tout reçoit les yeux de Neil et ses commentaires ». L'équipe s'est inspirée de l'art des comics, et les accessoires et les décors ont été créés pour en être fidèle. La série comporte des changements destinés à moderniser le matériel source pour un public contemporain. Par exemple, elle commence en 2021 au lieu de 1989, et Dream a été emprisonné pendant 105 ans au lieu de 75. D'autres personnages ont également été mis à jour, comme « … si nous devions créer ce personnage maintenant, quel serait son genre ? … qui serait-il ? Que ferait-il ? »,. Les mises à jour comprenaient l'expansion du rôle du Corinthien, qui devient le grand méchant de la première saison, la modification de divers personnages et intrigues, et la suppression des références à d'autres personnages de DC Comics, tels que Martian Manhunter et Mister Miracle. Docteur Destin est incarné sous la forme de son alter ego John Dee et John Constantine a été réinventé en personnage féminin, Johanna Constantine. Gaiman a choisi de supprimer les références à l'univers DC, car la série Sandman s'éloignait des liens initiaux avec l'univers DC, tout en évitant les implications potentielles que la série pourrait avoir avec d'autres adaptations de DC Comics à l'avenir,. Le rôle de Matthew a également été élargi dans la série pour que Morpheus ait quelqu'un avec qui communiquer ses pensées, ce qui était représenté par des bulles de pensée dans les bandes dessinées et peu pratique à réaliser en live-action. Cependant, Gaiman a également estimé qu'en relisant les bandes dessinées, il avait « d'une manière étrange, fait tout le travail » car il pensait que les bandes dessinées « étaient plutôt en avance sur leur temps », Heinberg ajoutant que « les bandes dessinées Sandman étaient en avance sur tout le monde à la fin des années 1980 en termes de représentation des femmes, de la race, de la sexualité et du genre ». Il a également déclaré que « nous savions que nous voulions étendre le monde et faire quelques changements » pendant la création de la série,.
Goyer, Heinberg et Gaiman se sont rencontrés chez ce dernier pour discuter de la première saison, au cours de laquelle ils ont imaginé l'histoire du premier épisode en deux jours. Ils ont souvent discuté de la question suivante : « Pourquoi est-il essentiel de raconter l'histoire de Sandman maintenant ? », Heinberg déclarant que la réponse « a informé chaque décision créative que nous avons prise depuis : Sandman est une exploration de ce que signifie être humain. D'être mortel et donc vulnérable. Capable d'être blessé, mais aussi capable d'aimer et d'être aimé. Sandman est l'histoire d'un roi honorable et arrogant qui apprend lentement, très lentement, à aimer ». Goyer résume la série comme « l'histoire d'un dieu qui, au cours de l'histoire, perd sa divinité, devient mortel et apprend ce que cela signifie d'être mortel C'est l'histoire d'une famille dysfonctionnelle vraiment foireuse. Les Infinis, même s'ils sont des êtres divins, ont tous leurs petites querelles. Certains d'entre eux se détestent. Certains s'aiment. C'est juste que lorsqu'ils se battent, ce sont des mondes et des univers entiers qui en pâtissent » et l'a qualifié de mélodrame. Il a choisi d'inclure les numéros autonomes de la série dans lesquels Morpheus n'apparaissait pas, car il estimait que c'était « l'une des choses merveilleuses de Sandman » et que ces numéros n'impliquaient pas Morpheus, mais se déroulaient dans ce monde. Il a ajouté que Morpheus était parfois un protagoniste et un catalyseur des événements de la série. Il a décrit Morpheus comme un personnage qui « se soucie de l'humanité dans l'abstrait, mais pas dans le concret ». Gaiman a également estimé que l'épidémie de maladie du sommeil dans la série était « incroyablement appropriée » en raison de « certains moments incroyablement oniriques parce que nous tournions pendant une pandémie ».

### Casting
En septembre 2020, Tom Sturridge est entré en négociation pour incarner Rêve, après avoir effectué des bouts d'essai aux côtés de Tom York et Colin Morgan, tandis que Liam Hemsworth et Dacre Montgomery étaient envisagés pour jouer le rôle du Corinthien. Les informations sur le casting ont été gardées secrètes et n'ont pas été rendues publiques lorsque le tournage de la première saison a commencé.
En janvier 2021, Sturridge, Gwendoline Christie, Vivienne Acheampong, Boyd Holbrook, Charles Dance, Asim Chaudhry et Sanjeev Bhaskar ont été annoncés comme jouant dans la série, Sturridge incarnant le personnage de Dream.

### Musique
David Buckley s'est chargé de la composition des musiques de la série.
Plusieurs chansons ont été utilisées dans la série telles que Big Bad Wolf de The Heavy dans le générique de l'épisode 8, ou Skeletons de Brothers Osborne (en) utilisée lors de l'épisode 9 et son générique.

## Fiche technique
Sauf indication contraire, les informations mentionnées dans cette section peuvent être confirmées par la base de données cinématographiques IMDb,  présente dans la section « Liens externes ».
- Titre français : Sandman
- Titre original : The Sandman
- Création : Allan Heinberg, d'après la série de romans graphiques de Neil Gaiman
- Réalisation : Allan Heinberg, David S. Goyer et Neil Gaiman
- Scénario : Vanessa Benton, Neil Gaiman, David S. Goyer, Allan Heinberg, Catherine Smyth-McMullen, Lauren Bello, Heather Bellson, Jim Campolongo, Jay Franklin, Austin Guzman, Alexander Newman-Wise, Ameni Rozsa, Mike Dringenberg, Sam Kieth
- Direction artistique : Sandra Phillips et Luc Whitelock
- Costumes : Sarah Arthur
- Photographie : Will Baldy, Sam Heasman et George Steel
- Montage : Kelly Stuyvesant, Shoshanah Tanzer et Jamin Bricker
- Musique : David Buckley
- Casting : Lucinda Syson, Natasha Vincent
- Producteurs : Andrew Cholerton, Musique Samson, Alexander Newman-Wise, John Smith
  - Producteurs exécutifs : Allan Heinberg, David S. Goyer et Neil Gaiman, Mike Barker, Jamie Childs
- Sociétés de production : DC Comics, DC Entertainment, Netflix, Phantom Four Films, The Blank Corporation, Warner Bros. Television
- Sociétés de distribution : Netflix
- Budget :
- Diffuseur : Netflix
- Pays d'origine :  États-Unis,  Royaume-Uni
- Langue d'origine : anglais
- Format : couleur - 16:9 - son Dolby Atmos - image Dolby Vision
- Genres : drame, fantasy, horreur
- Durée : 37–64 minutes
- Date de diffusion : 5 août 2022

## Épisodes

### Saison 1 (2022)
| №  | Titre français | Titre original                      | Réalisation                    | Scénario                                        |
| -- | --- | ----------------------------------- | ------------------------------ | ----------------------------------------------- |
| 1  | Le sommeil du juste | Sleep of the Just                   | Mike Barker                    | - Neil Gaiman - David S. Goyer - Allan Heinberg |
| 1  | Alors qu'il tente d'appréhender un cauchemar connu sous le nom de Corinthien, Morpheus, également connu sous le nom de « Rêve », est capturé dans un rituel occulte par l'aristocrate britannique Roderick Burgess, qui tentait de capturer la Mort. Roderick vole les outils du pouvoir de Morphée : son casque, une poche de sable et un rubis, qui seront tous pris par Ethel Cripps, l'amante de Roderick, qui est enceinte de lui. L'emprisonnement de Rêve provoque une épidémie de « maladie du sommeil » qui dure pendant 106 ans. En 2021, le fils de Roderick, Alex, est un vieil homme qui continue à garder Morpheus emprisonné et est soigné par son compagnon, Paul. En sortant Alex du cercle d'entrave qui maintient Rêve lié, Paul efface « accidentellement » les runes du cercles avec le fauteuil roulant. Rêve entre alors dans le rêve d'un de ses gardes pour détruire sa cage, lui permettant ainsi de s'échapper, condamnant Alex à un sommeil éternel. |                                     |                                |                                                 |
|    | |                                     |                                |                                                 |
| 2  | Hôtes imparfaits | Imperfect Hosts                     | Jamie Childs                   | Allan Heinberg                                  |
| 2  | Morpheus retourne au Monde des Rêves, son royaume et la source des rêves. Là, il trouve son palais en ruines à cause de son absence prolongée. Morpheus rend visite à Caïn et Abel, deux frères dysfonctionnels, pour récupérer leur gargouille de compagnie Gregory, qui lui rendra suffisamment de pouvoir pour invoquer les Parques (aussi appelées « Les Trois en Une »). Morpheus réussit à invoquer les Mères du Destin qui l'informent de l'endroit où se trouve ses outils : la poche de sable est en possession de l'exorciste Johanna Constantine, son casque est entre les mains d'un démon en enfer et le rubis est utilisé par John Dee, le fils d'Ethel. Morpheus se lance dans sa quête pour récupérer ses outils avec l'aide de son conseiller Matthew le Corbeau. De retour dans le Royaume, Morpheus envoie un bébé gargouille à Cain et Abel pour remplacer leur précédent compagnon. |                                     |                                |                                                 |
|    | |                                     |                                |                                                 |
| 3  | Rêve encore un peu de moi | Dream a Little Dream of Me          | Jamie Childs                   | Jim Campolongo                                  |
| 3  | Morpheus retrouve Constantine et lui demande de lui rendre sa pochette. Cependant, cette dernière révèle qu'elle l'a laissé à son ex-petite amie, qui, à son insu, est devenue accro au sable. Les deux font équipe pour retrouver la petite amie dont le corps a été déformé par l'abus de la poudre. Constantine exorcise son ex pour la guérir de sa dépendance, mais elle est désemparée lorsque Morpheus hésite à la faire disparaître. Voyant la culpabilité de Constantine, Morpheus accepte finalement de faire mourir son ancienne amie avant de partir, en l'endormissant pour l'éternité. Pendant ce temps, Ethel, dont la vie a été prolongée par une amulette de protection, se rend dans un asile à Buffalo, dans l'État de New York, pour rendre visite à John, qui a une sombre obsession pour le rubis de Morpheus. Elle offre finalement l'amulette de protection à John, mais vieillit immédiatement et meurt. John utilise alors les pouvoirs de l'amulette pour s'échapper de l'asile. |                                     |                                |                                                 |
|    | |                                     |                                |                                                 |
| 4  | Un espoir en enfer | A Hope in Hell                      | Jamie Childs                   | Austin Huzman                                   |
| 4  | Pour récupérer son casque, Morpheus descend en enfer où il rencontre Lucifer Morningstar, le chef du royaume. Il trouve le démon avec le casque, mais pour le récupérer, le démon défie Morpheus dans un jeu d'esprit. Morpheus choisit de se représenter lui-même dans le défi, mais le démon choisit Lucifer comme champion. Morpheus finit par remporter le défi en invoquant l'espoir, un concept que Lucifer reconnaît comme imbattable, et parvient à récupérer le casque. Avant de partir, Lucifer promet de tuer un jour Morpheus. Pendant ce temps, une bonne samaritaine offre son aide à John et lui permet de récupérer le rubis. Cependant, Morpheus découvre où le rubis se trouve avant que John ne l'ai récupéré et se rend compte qu'il a modifié l'objet pour qu'il s'accorde à ses propres souhaits et se fait alors propulser par l'objet. John récupére alors le rubis, et offre l'amulette de protection à sa sauveuse terrifiée, décidant qu'il n'en a plus besoin. |                                     |                                |                                                 |
|    | |                                     |                                |                                                 |
| 5  | 24 heures | 24/7                                | Jamie Childs                   | Ameni Rozsa                                     |
| 5  | John, désormais en possession du rubis, se réfugie dans un restaurant local. Là, il utilise le pouvoir du rubis pour empêcher les clients et le personnel (et le monde en général, représenté par la télévision) de mentir, ce qui les pousse à s'entretuer ou à se suicider. Rêve arrive et transporte John dans son Royaume, où John semble utiliser le pouvoir du rubis pour vaincre Rêve. En écrasant le rubis dans sa main, John exulte de sa victoire, avant que Rêve ne se révèle et lui dise qu'en détruisant le rubis, son pouvoir a été rendu à son véritable maître, Rêve. Prenant pitié de John, il le renvoie à l'asile, apparemment dans un état de sommeil prolongé. Ailleurs, Désir, le frère androgyne de Rêve, complote contre lui. |                                     |                                |                                                 |
|    | |                                     |                                |                                                 |
| 6  | Le bruit de ses ailes | The Sound of Her Wings              | Mairzee Almas                  | Lauren Bello                                    |
| 6  | Rêve, qui n'a plus de but après avoir obtenu ses outils, reçoit la visite de sa sœur, Mort, et l'accompagne lorsqu'elle escorte les défunts dans l'au-delà. Mort tente de montrer à Rêve la possibilité de trouver un but et un accomplissement dans ses fonctions de souverain du Rêve. Dans un flash-back au Moyen Âge, Rêve et Mort se rendent dans une taverne où ils rencontrent Hob Gadling, un roturier qui souhaite ardemment ne jamais mourir. Mort accepte d'épargner Gadling aussi longtemps qu'il le souhaite, à condition que Rêve ait des rendez-vous réguliers avec lui. Hob et Rêve décident de se rencontrer une fois par siècle. Quelles que soient les tournures que prend sa vie, Hob maintient qu'il ne souhaite toujours pas la mort. Hob émet l'hypothèse que Rêve continue à le rencontrer parce qu'il est seul et sans ami, ce qui offense fortement ce dernier. La capture de Rêve par Burgess l'empêche de se rendre à son rendez-vous régulier avec Hob, en 1989, ce que ce dernier interprète (ainsi que la nouvelle de la vente du pub pour faire place à des appartements) comme la fin de leur amitié. Dans le présent, Rêve et Hob se rencontrent à nouveau, et Rêve affirme leur amitié. Ailleurs, Désir poursuit ses projets à l'encontre de Rêve. |                                     |                                |                                                 |
|    | |                                     |                                |                                                 |
| 7  | La maison de poupées | The Doll's House                    | Andrés Baiz                    | Heather Bellson                                 |
| 7  | En 2015, Rose Walker et son frère Jed sont séparés lorsque leurs parents divorcent. En 2021, à la suite du décès de leurs deux parents, Jed est placé en foyer d'accueil, malgré les tentatives de Rose pour le localiser et réclamer la tutelle légale. Rose est sans le savoir un Vortex, un être qui attire et manipule naturellement les rêves, et Désir et sa sœur jumelle Désespoir conspirent pour utiliser Rose contre Rêve. Ce dernier, conscient de la nature de Rose, prévoit de l'utiliser pour traquer trois résidents errants du Royaume des Rêves qui sont toujours en liberté. Rose et son amie Lyta Hall se rendent en Angleterre pour rencontrer Unity Kinkaid, une riche victime de la maladie du sommeil. Unity révèle qu'elle est l'arrière-grand-mère biologique de Rose et propose son aide dans la recherche de Jed par Rose, et Rose et Lyta se rendent en Floride. Incapables de localiser Jed, que ce soit dans le Monde des Rêves ou dans le Monde Éveillé, Lucienne et Rêve en déduisent que le Gault du rêve a séparé la conscience de Jed du Royaume. Rose demande à Lucienne et Rêve dans le rêve de l'aider à retrouver Jed. Pendant ce temps, le Corinthien, à la recherche de Rose, est l'invité d'honneur d'une convention de tueurs en série. |                                     |                                |                                                 |
|    | |                                     |                                |                                                 |
| 8  | Jouer à la maison | Playing House                       | Andrés Baiz                    | Alexander Newman-Wise                           |
| 8  | Malgré les protestations de Lucienne, Morpheus accepte d'aider Rose à localiser Jed. Pendant la journée, Rose et les autres clients des chambres d'hôtes (« bed-and-breakfast » ou « B&B » en VO) placardent des affiches autour de Cape Kennedy, ce qui attire l'attention du Corinthien. Cette nuit-là, Morpheus et Rose voyagent dans les rêves des clients, et finissent par entrer dans ceux de Jed, qui ont été manipulés par Gault pour lui permettre d'échapper émotionnellement à son père adoptif violent. Morpheus réprimande et punit Gault pour avoir outrepassé ses fonctions, bien que Gault maintienne qu'elle a désobéi parce qu'elle croyait que c'était dans le meilleur intérêt de Jed. Pendant ce temps, Lyta retrouve apparemment son défunt mari Hector dans le Royaume des Rêves. Hector tente de convaincre Lyta de rester dans le Royaume et d'avoir un bébé avec lui, et lorsque Lyta se réveille, elle est visiblement enceinte. Le Corinthien retrouve Jed et assassine ses parents adoptifs, enlevant Jed pour attirer Rose à la convention des tueurs en série. |                                     |                                |                                                 |
|    | |                                     |                                |                                                 |
| 9  | Collectionneurs | Collectors                          | Coralie Fargeat                | Vanessa Benton                                  |
| 9  | Lucienne et Matthew en déduisent que la grossesse de Lyta est le résultat du pouvoir croissant de Rose, qui menace de briser les barrières entre le Monde des Rêves et le Monde Éveillé. Le Corinthien appelle Rose avec le téléphone de Jed, partageant leur localisation à la « convention des céréales ». Rose se rend à l'hôtel pour les rencontrer, accompagnée de Gilbert, un autre client des chambres d'hôtes de Hal et un « gentleman » autoproclamé. Lyta continue de rencontrer Hector dans ses rêves, et découvre que sa grossesse avance à grands pas. Morpheus remarque que le Royaume est de plus en plus endommagé, ce que Lucienne attribue à Rose, bien que Morpheus ne soit pas sûr de sa théorie. Morpheus trouve Lyta et Hector dans le Royaume et réalise que le Vortex a permis à l'esprit d'Hector d'habiter le Royaume, au lieu qu'il passe dans l'au-delà. Morpheus bannit Hector du Royaume et informe Lyta que l'enfant qu'elle porte lui appartiendra un jour, puisqu'il a été conçu dans le Royaume. Rose et Gilbert arrivent à l'hôtel et cherchent Jed. Pendant leur recherche, le Corinthien et Gilbert se reconnaissent, ce qui pousse Gilbert à s'enfuir dans le Royaume des Rêves, où il se révèle être un Fiddler's Green (Lopin du Ménétrier en VF) personnifié, l'un des autres résidents du Royaume. Gilbert transmet l'emplacement du Corinthien et de Rose à Morpheus. |                                     |                                |                                                 |
|    | |                                     |                                |                                                 |
| 10 | Cœurs perdus | Lost Hearts                         | Louise Hooper                  | Jay Franklin                                    |
| 10 | Morpheus interrompt le discours d'ouverture du Corinthien à la convention des tueurs en série, mais le Corinthien montre à Morpheus que le pouvoir de Rose lui permet de se défendre contre son créateur. Morpheus informe Rose du grand danger qu'elle représente pour le monde éveillé, ce qui incite Rose à restaurer temporairement le Rêve et permet à Morpheus de défaire le Corinthien. Morpheus punit les participants à la convention en clarifiant leurs crimes, permettant à Rose et Jed de partir sains et saufs. Cette nuit-là, Rose affronte Morpheus dans le Royaume. Rose est prête à se sacrifier pour sauver ses amis et son frère, mais Unity les rejoint dans le Royaume des Rêves et convainc Rose de transférer le Vortex en elle, permettant à Morpheus de mettre fin à sa vie. Morpheus réalise que Désir a fécondé Unity pour transmettre le Vortex à sa descendante, dans le but de faire couler le sang de la famille de Morpheus. Morpheus confronte Désir, le mettant en garde contre d'autres plans. Morpheus refait de Gault un bon rêve, et s'efforce d'agir en tant que dirigeant plus bienveillant du Royaumes des Rêves. Dans le monde éveillé, Lyta donne naissance à un fils et retourne dans le New Jersey avec Rose, Jed et Hal. En enfer, Lucifer pense à se venger de Morpheus. |                                     |                                |                                                 |
|    | |                                     |                                |                                                 |
| 11 | Un rêve de mille chats / Calliope | Dream of a Thousand Cats / Calliope | Hisko Hulsing et Louise Hooper | Catherine Smyth-McMullen                        |
| 11 | Tard dans la nuit, une chatte siamoise réunit d'autres chats pour raconter l'histoire de sa rencontre avec Morpheus. Il y a longtemps, elle a rencontré un matou avec qui elle a donné naissance à une portée de chatons. Cela déplut à ses propriétaires qui prirent les chatons et les jetèrent dans une rivière, traumatisant la chatte siamoise. Désespérée, la chatte rêva de rencontrer Morphée, sous la forme d'un chat noir, et le supplia de trouver une solution. Morpheus lui présenta un univers parallèle dans lequel les chats dominaient les humains jusqu'à ce qu'ils se défendent en rêvant, les transformant en chats tels que l'humanité les voit aujourd'hui. À la fin de son récit, la chatte siamoise exhorte les autres chats à accomplir la même illumination, grâce à laquelle ils récupéreront leur statut de maîtres de la terre. Pendant ce temps, Richard Madoc, un auteur en difficulté, rend visite à Erasmus Fry, un ancien écrivain âgé qui a emprisonné dans sa maison une muse grecque nommée Calliope. Madoc se voit confier la propriété de Calliope et découvre plus tard que la violer lui permet d'accroître son intelligence pour écrire son prochain roman. Cela met en colère Morpheus qui fut dans un lointain passé l'époux de Calliope et le père de leur enfant Orpheus, décédé. « Dream » punit Madoc en lui faisant recevoir des tas d'idées jusqu'à ce qu'il se blesse les doigts pendant une panne. Il libère bientôt Calliope, mais découvre qu'il souffre d'un syndrome de la page blanche à cause des tortures que Morpheus lui a infligées. |                                     |                                |                                                 |

### Saison 2 (2025)
| №  | Titre français                                       | Titre original                      | Réalisation  | Scénario                      | Diffusion       |  |
| -- | ---------------------------------------------------- | ----------------------------------- | ------------ | ----------------------------- | --------------- |  |
| 1  | La saison des brumes                                 | Season of Mists                     | Jamie Childs | Allan Heinberg                | 3 juillet 2025  |  |
| 1  |                                                      |                                     |              |                               |                 |  |
|    |                                                      |                                     |              |                               |                 |  |
| 2  | Le souverain de l'enfer                              | The Ruler of Hell                   | Jamie Childs | Ameni Rozsa                   | 3 juillet 2025  |  |
| 2  |                                                      |                                     |              |                               |                 |  |
|    |                                                      |                                     |              |                               |                 |  |
| 3  | Plus de démons que le vaste Enfer n'en peut contenir | More Devils Than Vast Hell Can Hold | Jamie Childs | Alexander Wise                | 3 juillet 2025  |  |
| 3  |                                                      |                                     |              |                               |                 |  |
|    |                                                      |                                     |              |                               |                 |  |
| 4  | Vies brèves                                          | Brief Lives                         | Jamie Childs | Austin Guzman                 | 3 juillet 2025  |  |
| 4  |                                                      |                                     |              |                               |                 |  |
|    |                                                      |                                     |              |                               |                 |  |
| 5  | Le chant d'Orphée                                    | The Song of Orpheus                 | Jamie Childs | Shadi Petosky                 | 3 juillet 2025  |  |
| 5  |                                                      |                                     |              |                               |                 |  |
|    |                                                      |                                     |              |                               |                 |  |
| 6  | Sang familial                                        | Family Blood                        | Jamie Childs | Jim Campolongo                | 3 juillet 2025  |  |
| 6  |                                                      |                                     |              |                               |                 |  |
|    |                                                      |                                     |              |                               |                 |  |
| 7  | Temps et Nuit                                        | Time and Night                      | Jamie Childs | Vanessa Benton                | 24 juillet 2025 |  |
| 7  |                                                      |                                     |              |                               |                 |  |
|    |                                                      |                                     |              |                               |                 |  |
| 8  | De l'huile sur le feu                                | Fuel for the Fire                   | Jamie Childs | Jay Franklin                  | 24 juillet 2025 |  |
| 8  |                                                      |                                     |              |                               |                 |  |
|    |                                                      |                                     |              |                               |                 |  |
| 9  | Les Bienveillantes                                   | The Kindly Ones                     | Jamie Childs | Greg Goetz                    | 24 juillet 2025 |  |
| 9  |                                                      |                                     |              |                               |                 |  |
|    |                                                      |                                     |              |                               |                 |  |
| 10 | Vive le roi !                                        | Long Live the King                  | Jamie Childs | Marina Marlens                | 24 juillet 2025 |  |
| 10 |                                                      |                                     |              |                               |                 |  |
|    |                                                      |                                     |              |                               |                 |  |
| 11 | Un conte aux fins élégantes                          | A Tale of Graceful Ends             | Jamie Childs | Allan Heinberg                | 24 juillet 2025 |  |
| 11 |                                                      |                                     |              |                               |                 |  |
|    |                                                      |                                     |              |                               |                 |  |
| 12 | Mort: La vie... à quel prix !                        | Death: The High Cost of Living      | Jamie Childs | Neil Gaiman et Allan Heinberg | 31 juillet 2025 |  |
| 12 |                                                      |                                     |              |                               |                 |  |

## Accueil

### Audience
Sandman s'est classé à la première place mondiale du Top 10 des titres télévisés anglais de Netflix trois jours après sa sortie, avec 69,5 millions d'heures de visionnage. Au cours de sa première semaine complète de diffusion en continu, Sandman est restée la série la plus regardée dans le Top 10 hebdomadaire des émissions télévisées les plus regardées de Netflix, avec 127,5 millions d'heures de visionnage entre le 8 et le 14 août, ce qui correspond à plus d'1,4 milliard de minutes visionnées, soit 300 millions de plus que la série Stranger Things sur la même période[réf. nécessaire].

### Réception critique
La série est notée 3,7 sur 5 par les téléspectateurs sur le site d'Allociné (au 27 août 2022).
La série est notée 7,8 sur 10 sur le site d'IMDb (au 27 août 2022).